# Eois inconspicua
Eois inconspicua är en fjärilsart som beskrevs av W. Warren 1907. Eois inconspicua ingår i släktet Eois och familjen mätare. Inga underarter finns listade i Catalogue of Life.